# Regressieprobleem
Het regressieprobleem lijkt als filosofisch probleem voor het eerst door Aristoteles beschreven te zijn. Iedere gegeven reden of oorzaak kan, op zichzelf beschouwd, het zoeken naar een onderliggende reden of oorzaak uitlokken. Is de reden van (q), namelijk (p), gegeven, kan men vragen naar het bestaan van (o), de reden van (p), en daarvan (n), de reden van (o) enzovoorts.
Het probleem gaat uit van een gedetermineerd universum (fysische causaliteit), of een reeks noodzakelijke en voldoende voorwaarden (logische causaliteit).

## Oplossingen
Er worden drie oplossingen onderscheiden:
1. Ofwel men neemt aan dat de regressie oneindig is
2. Ofwel men neemt aan dat de regressie eindig is
3. Ofwel men neemt aan dat de regressie circulair is

Aristoteles koos voor de tweede oplossing. Hiertoe postuleerde hij bijvoorbeeld een onbewogen beweger, die als eerste oorzaak van het universum begrepen werd. Als men binnen dit systeem naar de reden van alle dingen vroeg, kon worden verwezen naar deze eerste oorzaak.
Bij Spinoza wordt de eerste oorzaak immanent: aangezien de eerste oorzaak per definitie zijn eigen oorzaak (causa sui) is, en er noodzakelijkerwijs (aangenomen dat de regressie eindig is) ten minste één entiteit in het universum is die zijn eigen oorzaak is, is het voor Spinoza evenzeer mogelijk de eerste oorzaak te identificeren met het universum als zodanig. Om zijn leer te verhelderen maakte hij een conceptueel onderscheid tussen natura naturans (naturende natuur, "God") en natura naturata (genatuurde natuur, alles wat bestaat). Er zijn, beweerde Spinoza, niet twee naturen waarvan er één zijn eigen oorzaak is en de ander een reeks gevolgen daarvan, maar er is slechts één natuur, die zijn eigen oorzaak is.
In het algemeen wordt de derde oplossing als een sofisme beschouwd (petitio principii, ofwel een cirkelredenering). De eerste oplossing wordt door sommige contemporaine filosofen verdedigd.